# Aspernstraße (metropolitana di Vienna)
Aspernstraße è una stazione della linea U2 della metropolitana di Vienna situata nel 22º distretto. La stazione è entrata in servizio il 2 ottobre 2010, nel contesto della terza fase di estensione della metropolitana e come parte del prolungamento della U2 da Stadion. Fino al 5 ottobre 2013 è stata anche il capolinea orientale della linea U2.

## Descrizione
La stazione è situata nel pieno centro del quartiere di Aspern ed è realizzata in sopraelevata sopra la Donau Straße. Nei pressi della stazione si trovano uffici ed edifici residenziali. 
L'accesso ai treni avviene tramite una banchina ad isola centrale. Alla stazione è abbinato anche un sistema di inversione di marcia automatico a tre binari.

## Ingressi
- Aspernstraße
- Erzherzog-Karl-Straße